# Реджиналд Фесенден
Рèджиналд Òбри Фèсенден (на английски: Reginald Aubrey Fessenden; 6 октомври 1866 г., Изт. Болтън, провинция Квебек, Канада – 22 юли 1932 г., Хамилтън, Бермудски острови) е канадски и американски изобретател, известен с работата си в началото на развитието на радиото.
Наследството му в областта на радиото включва три значими постижения: първото предаване на звук по радиото (1900 г.), първата двупосочна трансатлантическа радиовръзка (1906 г.) и първото излъчване на развлекателни програми и музика по радиото (1906 г.).

## Ранни години
Реджиналд Обри Фесенден е роден на 6 октомври 1866 г. в Източен Болтън, провинция Квебек, Канада. Той е най-голямото от четирите деца в семейството на Джоузеф Елиша Фесенден и Клементина Тренхолм Фесенден. Джоузеф Фесенден е свещеник в Англиканската църква в Канада и през годините семейството се мести от едно място на друго в провинция Онтарио. Когато пораства, Реджиналд става примерен ученик. През 1877 г., на единадесетгодишна възраст, той започва да посещава занятията в колежа „Тринити“ в Порт Хоуп, Онтарио, и учи там в продължение на две години. Когато е на четиринадесет години, Bishop's College School в Ленъксвил предлага на Реджиналд място като учител по математика. По онова време Bishop's College School е училище към университета Bishop's College, разположено на същия терен и в същите сгради. През юни 1878 г. в училището са записани 43 момчета. Така, макар и все още тийнейджър, Фесенден вече преподава математика на малки деца в училището, като в същото време учи със студенти в университета Bishop's College. Общият брой на студентите в университета през учебната 1883 – 84 г. е двадесет и пет студенти (всички мъже). На осемнадесетгодишна възраст Фесенден напуска университета без диплома, въпреки че е „свършил почти цялата необходима за това работа“. Заради липсата на диплома Фесенден страда по-късно в работата си. При създаването на катедра по електроинженерство в университета „Макгил“ в Монреал, Фесенден не е одобрен за ръководител на катедрата, а е предпочетен негов американски колега с диплома.
През следващите две години работи като главен и единствен учител в института „Уитни“ на Бермудските острови. По това време се сгодява за Хелън Трот. Двамата се женят през септември 1890 г. и по-късно по-късно им се ражда син, Реджиналд Кенели Фесенден.

## Начало на професионалния живот
Класическото образование на Фесенден не му осигурява достатъчно научно и техническо обучение. Заинтересован от подобряването на уменията си в електроинженерството, той се премества в Ню Йорк през 1886 г. с надеждата да получи работа при известния изобретател Томас Едисън. Както по-късно казва Фесенден в автобиографията си, при първия опит му е отказано, защото на думите му в заявлението: „Не знам нищо за електричеството, но се уча бързо“, Едисън отговаря: „Имам достатъчно хора, които не разбират нищо от електричество.“ Въпреки това Фесенден упорства и до края на годината е нает като помощник-изпитател в машиностроителния завод на Едисън за производство на оборудване за полагане на подземни електрически мрежи. Той бързо доказва своите способности и получава редица повишения и премествания на по-отговорна работа. В края на 1886 г. Фесенден започва работа директно под ръководството на Едисън в новата изследователска лаборатория в Уест Ориндж, Ню Джърси, като младши техник. Темите на проектите са широки, трябва да се намерят решения на проблеми в областта на химията, металургията и електроенергетиката. Въпреки това, през 1890 г., изправен пред финансови проблеми, Едисън е принуден да уволни повечето от лабораторния персонал, включително Фесенден.
Благодарение на богатия си практически опит Фесенден без проблем си намира работа в редица производствени компании, а през 1892 г. получава назначение за професор в новосъздадения факултет по електротехника в университета „Пърдю“ в Уест Лафайет, Индиана, благодарение на това, че помага на корпорацията Westinghouse да инсталира осветление на Световното изложение в Чикаго. Скоро след това Джордж Уестингхаус лично наема Фесенден на новосъздадената длъжност ръководител на катедрата по електротехника в Университета на Западна Пенсилвания (днешния Питсбъргски университет).

## Дейност в областта на радиото
В края на 90-те години на XIX в. в пресата започват да се появяват съобщения за успеха на Гулиелмо Маркони в разработването на практически радиоприемници и предаватели. Фесенден също решава да експериментира в тази област и скоро стига до извода, че може да разработи много по-ефективна система от предавателя с искрова междина, комбиниран с приемник с кохерер, използвани от Оливър Лодж и Маркони. През юни 1900 г. Фесенден подава патентна заявка за подобрение на избирателния кръг, а Никола Тесла подава подобна заявка малко по-късно следващия месец.

### Договор с метеорологичното бюро и първо предаване на звук по радиото
През 1900 г. Фесенден напуска Питсбъргския университет и сключва договор с Националната метеорологична служба на САЩ (United States Weather Bureau) за създаването на мрежа от крайбрежни радиостанции за предаване на метеорологична информация. По силата на договора Метеорологичното бюро има достъп до патентите на Фесенден, но той остава техен собственик. Основното му внимание е насочено към усъвършенстване на телефонния апарат и приемник и той се отказва от използването на кохерер с метални стърготини като детектор. Изобретеният от него баретер съдържа много тънка платинена нишка, през която от батерията преминава ток за нагряване и ток с висока честота от приемната антена. Използван е участъкът от волтамперната характеристика на баретера с максимална нелинейност, което осигурява изправяне на високочестотния ток. Получените нискочестотни промени на тока се приемат на ухо от телефонна слушалка, свързана последователно към веригата на батерията. Малко по-късно Фесенден изобретява по-ефективен електролитен детектор. В същото време той разработва хетеродинния метод за приемане, при който се отделят звуковите биения между високочестотни токове с близки честоти. Въпреки това методът първоначално не намира приложение поради липсата на стабилни генератори на незатихващи трептения.
Отначало се работи на остров Коб (щат Мериленд), разположен на река Потомак на около 80 km от Вашингтон надолу по течението. Тук на 23 декември 1900 г. Фесенден, като експериментира с искров предавател, включен към антената през въгленов микрофон, осъществява предаване на звуков сигнал на разстояние от 1 миля. Методът получава наименованието „амплитудна модулация“. Качеството на звука е лошо, но възможността да се предава звук е доказана, а за подобрение на качеството Фесенден започва опити с модулация на незатихващи колебания със звуков сигнал.
През 1902 г. Фесенден патентова принципите на хетеродина и микрофотографията, искровия разрядник на предателя с гасене на искрата със струя въздух, антенен превключател от примане на предаване, антена (която по-късно е използвана на станциите, осъществили трансатлантическа радиовръзка), и други устройства. Главният патент под названието „Апарат за предаване на сигнали с помощта на електромагнитни вълни“ (патент на САЩ № 706747) описва речеви модулатор на електромашинен предавател с честота 50 kHz. Използва се специално проектиран въгленов микрофон, предназначен за пропускане на радиочестотни токове до няколко ампера.
Работата по договора се разширява, построяват се нови станции по атлантическото крайбрежие в Северна Каролина и Вирджиния и се очаква реализирането на големи печалби. Шефът на Метеорологичното бюро иска да получи половината от печалбата от патентите на Фесенден, но той не се съгласява и анулира договора през август 1902 г.

### Компанията NESCO и първата двустранна трансатлантическа връзка
Двама заможни бизнесмени от Питсбърг, Хей Уокър мл. и Томас Х. Гивън, се съгласяват да финансират работата на Фесенден при условие, че той представи изобретенията си от името на National Electric Signaling Company (NESCO). Една от основните цели на NESCO е да създаде стабилна двупосочна трансатлантическа безжична телеграфна връзка между Америка и Англия. За тази цел е построена една станция в Брант Рок, Масачузетс, и друга в Махриханиш, Шотландия. Станциите са оборудвани с мачтови антени с височина 128 m, изработени от стоманени тръби, укрепени с метални въжета. На върха на мачтата е имало „чадър“ – капацитивен товар. В опъващите въжета са вградени изолатори, а мачтата е поставена на пиедестал, изработен от редуващи се слоеве бетон и керамика.
През януари 1906 г. Фесенден, използвайки своя роторно-искров предавател, осъществява първата двупосочна трансатлантическа радиовръзка, изпреварвайки Маркони, който към този момент е осъществил само еднопосочна връзка. Публичната демонстрация на трансатлантическата комуникация за представители на потенциален купувач и журналисти обаче не се състои, тъй като към насрочения час през декември 1906 г. силна буря срутва мачтата в Шотландия.

### Предавател на алтернатор и първо радиопредаване
Проблемът с генерирането на мощни радиочестотни трептения при експериментите за предаване на звукови сигнали е решен чрез използването на машинни генератори на променлив ток (алтернатори), но работеща с по-висока скорост и генериращи ток с честота от десетки килохерца.
Фесенден сключва договор с General Electric (GE) за проектиране и производство на серия високочестотни алтернатори. През 1903 г. Чарлз Щайнмец от GE представя алтернатор на ток с честота 10 kHz, който е пригоден за експерименти, но не и за практическо използване. Искането на Фесенден на по-бърз и мощен алтернатор е предадено в GE на младия инженер Ърнест Александерсън, който през лятото на 1906 г. представя своя алтернатор на 50 kHz, но с мощност малко по-ниска от необходимата. През август 1906 г. Фесенден започна да тества предавателя с този алтернатор, а през есента параметрите на алтернатора са доведени до 500 W на честота 75 kHz.
На 21 декември 1906 г. предавателят с алтернатор в Брант Рок е показан на ръководителите и инженерите от компаниите AT&T, GE, Western Electric, Westinghouse Electric (WHE), включително и на изобретателя Елиу Томсън (Elihu Thomson), а също и на кореспондентите на нюйоркските вестници. Демонстрирана е възможността той да се използва за безкабелна телефонна връзка, включително и за свързване на кабелните телефонни мрежи една с друга. Проведени са и сравнителни тестове за качеството на предаване на телефонен сигнал по радио и кабел до град Плимут (Масачузетс) на разстояние от 25 km.
Няколко дни по-късно се провеждат още две демонстрации, при които са направени първите радиопредавания на музика за широката публика. (От 1904 г. Военноморските сили на САЩ започват да излъчват всеки ден сигнали за точно време и метеорологични прогнози, но използват искрови предаватели и предават информацията чрез морзова азбука.) Вечерта на 24 декември 1906 г., в навечерието на Коледа Фесенден използва алтернаторния предавател, за да излъчи кратка радиопрограма, която включва арията на Ксеркс от операта на Хендел Ксеркс, песента O Holy Night в собствено изпълнение на цигулка, както и четене на откъс от Библията. На 31 декември, в навечерието на Нова година, се излъчва второ кратко предаване. Основната аудитория на тези предавания е неизвестен брой корабни радиооператори по атлантическото крайбрежие. Въпреки че днес тези две предавания се смятат за важен етап в историята на радиото, по онова време не им се отдава голямо значение и скоро са забравени. Едва на 29 януари 1932 г. Фесенден ги споменава в писмо до бившия си колега Самуел Кинтер. Информация за това събитие не може да бъде открита в корабните дневници или в периодичния печат от онези дни.

### Продължаване на работата и уволнение от NESCO
Техническият напредък, постигнат от Фесенден, не е съпроводен с финансов успех. Уокър и Гивън се надяват да продадат NESCO на големи компании като AT&T, но не успяват да намерят купувач. Създаването от Фесенден на неговата монреалска Fessenden Wireless Company може да е довело до подозрения, че той се опитва да блокира Уокър и Гивън като потенциално изгодни конкуренти. Нарастващото напрежение между Фесенден и собствениците на компанията води до уволнението му от NESCO през януари 1911 г. На свой ред той завежда дело срещу NESCO за нарушаване на договора. Фесенден печели делото и получава обезщетение, но собствениците на NESCO обжалват. За да запази активите си, NESCO е обявено в несъстоятелност – съдебна безизходица, продължила повече от 15 години. През 1917 г. NESCO излиза от несъстоятелност и скоро е преименувана на International Radio Telegraph Company. През 1920 г. тя е закупена от Westinghouse, а през следващата година активите ѝ, включително многобройните патенти на Фесенден, са продадени на RCA, която също наследява съдебни дела от Фесенден. Накрая, на 1 март 1928 г., Фесенден се споразумява с RCA, като получава големи плащания в брой.

### Влияние върху последователите
След като Фесенден напуска NESCO, Александерсън продължава да усъвършенства алтернаторите в General Electric, главно с цел да ги приложи в радиотелеграфните комуникации на дълги разстояния. Отнема му много години, но в крайна сметка разработва мощния алтернатор на Александърсън, способен да предаде сигнал през Атлантическия океан. До 1916 г. алтернаторът на Фесенден-Александърсън е по-надежден за трансатлантическа комуникация от искровите апарати. След 1920 г. широко разпространеното радиоразпръскване започва да използва електронни лампови генератори, а не алтернатори, но те се основават на генериране на непрекъснати вълни с амплитудна модулация – метод, който Фесенден въвежда още през 1906 г. През 1921 г. Институтът на радиоинженерите награждава Фесенден с почетен медал, а на следващата година град Филаделфия му връчва медал „Джон Скот“ и парична награда от 800 щ.д. за изобретението му „телеграфна и телефонна комуникация с непрекъснати вълни“ и му отдава почит като „Човек, чийто труд е бил от голяма полза“.

## Последни години
Въпреки че след уволнението си от NESCO през 1911 г. Фесенден прекратява дейността си в областта на радиото, той продължава да работи в други области. Още през 1904 г. помага за изграждането на електроцентралата на Ниагарския водопад, докато работи за Комисията по хидроенергетика на Онтарио.
В САЩ Фесенден проектира и произвежда нов тип преобразувател с подвижна бобина за ехолокация и сигнализация под вода. До 1914 г. новото устройство може да открива айсберги на разстояние до 2 мили. По време на Първата световна война на всички американски подводници са инсталирани вибратори на Фесенден, работещи на честоти от около 500 и 1000 Hz, за да се осигури обмен на сигнали между тях, докато са под вода.
След избухването на Първата световна война Фесенден предлага услугите си на канадското правителство и е изпратен в Лондон, където разработва устройство за откриване на вражеска артилерия. Разработва и друго устройство за откриване на вражески подводници.
Фесенден в крайна сметка става собственик на над 500 патента. Често може да бъде видян на река или езеро да плува по гръб, с пура, стърчаща от устата му, и с шапка, свалена над очите му. Вкъщи обича да лежи на килима с котка на гърдите. В това състояние на релаксация Фесенден си представя, измисля и проправя път на нови идеи. Той разработва версия на микрофилма, която му помага да води компактни записи на своите изобретения, проекти и патенти. Той патентова основни идеи в областта на сеизмологията, важни за проучването на нефт. През 1915 г. изобретява ехолокатор – сонарно устройство за определяне на дълбочината на подводен обект с помощта на звукови вълни. За това изобретение той получава златен медал от списание Scientific American през 1929 г. Фесенден получава и патенти за трасиращи куршуми, пейджъри, телевизори, турбоелектрическо задвижване за кораби и др.
След уреждане на съдебното дело с RCA Фесенден купува малка къща на Бермудските острови. Умира там през 1932 г. и е погребан в гробището на местната църква „Свети Марк“. В редакционна статия на New York Herald Tribune, публикувана след смъртта му, се казва:
Понякога се случва, дори в сферата на науката, един човек да е прав срещу целия останал свят. Професор Фесенден беше такъв човек. Парадоксално е, че сред стотиците хиляди млади радиоинженери, чиито теоретични познания се основават на това, за което професор Фесенден се е борил ожесточено и сам, само шепа хора осъзнават, че тази битка някога се е състояла... Срещу яростните протести на признатите авторитети той защитава идеята, че това, което сега наричаме радио, работи чрез непрекъснато излъчване на вълни от вида, открити от Херц, през етера до предавателната станция, точно както светлинните вълни се излъчват от пламък. Маркони и други настоявали, че това, което се случва при радиокомуникацията, е подобно на ефекта на камшика (рязката промяна в посоката на края на камшика предизвиква пукот). Напредъкът на радиото през следващото десетилетие показа погрешността на подобно схващане. „Теорията за камшика“ постепенно се оттегля от съзнанието на хората и е заменена от теорията за непрекъснатата вълна – с твърде малко признание за човека, който беше прав...

## Цитати
„Изобретателят е човек, който може да види приложимостта на нещо в практиката пет години преди то да стане очевидно за всички в бранша.“
„The Inventions of Reginald A. Fessenden“. (януари 1925 г.). Radio News, p. 1142.